# چه احمقی (فیلم)
چه احمقی (به هندی: Pagla Kahin Ka) و (به انگلیسی: Such a Fool) فیلمی هندی محصول سال ۱۹۷۰ و به کارگردانی شاکتی سامانتا است. در این فیلم بازیگرانی همچون شامی کاپور، آشا پارک، هلن، پریم چوپرا، مراد، منموهان کریشنا و کی.ان. سینگ ایفای نقش کرده‌اند.